# Újezd u Plánice
Újezd u Plánice é uma comuna checa localizada na região de Plzeň, distrito de Klatovy.